# 클라우디오 로페스
클라우디오 로페스(Claudio Lopez, 1974년 7월 17일 ~ )는 아르헨티나의 옛 축구 선수로, 포지션은 공격수였다.
1990년에 축구 선수로 데뷔하였고, 1995년부터 2003년까지 아르헨티나 국가대표팀의 일원으로 활약하였다. 1999년에는 발렌시아 CF의 에이스로 리그에서는 21득점을 하는 등의 맹활약을 하였고, 1998년 FIFA 월드컵에서도 5경기에 출전하여 1득점을 하였다.
그러나 2002년 FIFA 월드컵에서는 득점을 하지 못했고, 팀도 1승 1무 1패로 16강에도 오르지 못하고 탈락하였다. 이렇게 된 원인으로는 클라우디오 로페스 자신도 득점력이 굉장히 좋은 공격수임에도 불구하고 그라운드에서의 그의 역할이 항상 가브리엘 바티스투타에게 패스를 해주는 역할로 전락해 버렸기 때문이였다. 결국 로페즈 자신이 슈팅을 날릴 절호의 기회마저도 바티스투타에게 양보하게 되었고 이로 인해 생기는 딜레이로 인하여 아르헨티나 축구 국가대표팀은 결정적인 슈팅 찬스들을 상당히 많이 놓쳤다.
2008년, 캔자스시티 위저즈에 입단하여 미국 무대에 진출했으며, 2010년에는 콜로라도 래피즈로 이적했고 그곳에서 은퇴했다.

## 수상 경력
발렌시아
- 코파 델 레이: 1998–99
- 수페르코파 데 에스파냐: 1999

SS 라치오
- 이탈리아 슈퍼컵: 2000
- 코파 이탈리아: 2003–04

클루브 아메리카
- 프리메라 디비시온 데 멕시코: 2005 클라우수라
- 캄페온 데 캄페오네스: 2004–2005
- CONCACAF 챔피언스리그: 2006

콜로라도 래피즈
- 동부 콘퍼런스 (MLS): 2010
- MLS 컵: 2010